# Вилштет (Баден-Виртемберг)
Вилштет (њем. Willstätt) општина је у њемачкој савезној држави Баден-Виртемберг. Једно је од 51 општинског средишта округа Ортенау. Према процјени из 2010. у општини је живјело 9.088 становника. Посједује регионалну шифру (AGS) 8317141.

## Географски и демографски подаци
Вилштет се налази у савезној држави Баден-Виртемберг у округу Ортенау. Општина се налази на надморској висини од 142 метра. Површина општине износи 55,3 km². У самом мјесту је, према процјени из 2010. године, живјело 9.088 становника. Просјечна густина становништва износи 164 становника/km².